# نواردم شکم‌سیاه
نواردم شکم‌سیاه (نام علمی: Trochilus scitulus) نام یک گونه از سرده نواردم است.